# داوسونیت
داوسونیت  (به انگلیسی: Dawsonite) با فرمول شیمیایی NaAl[(OH)2 - CO3] از مجموعه کانی هاست و از نام یک زمین‌شناس کانادایی J.W.Dawson گرفته شده‌است. Na2O:۲۱٫۵۳٪ Al2O۳:۳۵٫۱۴٪ CO۲:۳۰٫۵۶٪ H2O:۱۲٫۵۱٪ برای اولین بار در کانادا کشف شد و از نظر شکل بلور: سوزنی - ورقه‌های نازک و بلند، رنگ: سفید، شفافیت: نیمه شفاف، جلا: ابریشمی - شیشه ای، رخ: خوب، سیستم تبلور: ارترومبیک است و منشأ تشکیل آن هیدروترمال است.
همایند کانی‌شناسی (پارانژ) آن - کلسیت- دولومیت- پیریت است.
، از نظر ژیزمان بلوری - اگرگاتهای پنجره‌ای گرد تقریباً کمیاب است و بیشتر در ایتالیا، اطریش، آلبانی، کانادا، تانزانیا یافت می‌شود.